# Avigliano
Avigliano község (comune) Olaszország Basilicata régiójában, Potenza megyében.

## Fekvése
A megye északnyugati részén fekszik. Határai: Ruoti, Filiano, Potenza, Pietragalla, Bella, Atella és Forenza.

## Története
A település helyén az ókorban egy szamniszok által alapított város létezett. Aviliust az i. e. 5 században alapították. Első írásos említése 1137-ből származik. II. Frigyes német-római császár uralkodása idején épült fel a település erődítménye. A középkor során Melfi városának volt alárendelve.

## Népessége
A népesség számának alakulása:

## Főbb látnivalói
- Emanuele Gianturco emlékműve
- az első világháború hőseinek emlékműve
- Santa Maria del Carmine-bazilika
- Madonna delle Grazie-templom
- Santissima Trinità-templom
- Santissima Annunziata-templom
- nemesi paloták: Palazzo Doria, Palazzo Palomba, Palazzo Sponza, Palazzo Salinas, Palazzo Corbo
- a város erődítményének maradványa a Torre di Tacone